# Mariinskojecultuur
De Mariinskojecultuur (Russisch: Мариинская культура, Mariinskaja koeltoera) is een archeologische cultuur van het Siberische neolithicum aan de Beneden-Amoer. De cultuur werd voor het eerst beschreven door Vitali Medvedev en Anatoli Derevjanko in 1999, op basis van vondsten bij een site op het eiland Soetsjoe vlak bij het dorp Mariinskoje, district Oeltsjski van de Russische kraj Chabarovsk. C14-dateringen gaven een leeftijd van 9,5-7 duizend jaar BP (midden-8e tot begin 5e millennium v.Chr.).
De stenen werktuigen omvatten pijlpunten, priemen, stekers en schrabbers gemaakt van steenplaten en microklingen van kiezelhoudende rotsen en obsidiaan, met behulp van de prismatische splijttechniek en microprismatische kernen. Door middel van retouchering werden, vaak gepolijste, snij- en hakgereedschappen gemaakt. Een groot aantal stenen netgewichten werd gevonden. 
Het aardewerk omvat vaatwerk met een platte bodem en een rechte of licht naar buiten gebogen rand. Decoratie bestaat uit een band van schuine kamafdrukken onder de rand.